# Luis Brunetto
Luis Ángel Brunetto (Rosario, 27 ottobre 1901 – Rosario, 7 maggio 1968) è stato un triplista e lunghista argentino.
È stato 5 volte campione sudamericano nel salto triplo tra il 1924 e il 1931; conquistò anche una medaglia d'argento nella medesima manifestazione, ma nel salto in lungo nel 1924. Prese parte ai Giochi olimpici di Parigi 1924, dove vinse la medaglia d'argento nel salto triplo con il miglior salto della sua carriera lungo 15,42 m, che fu anche record olimpico.

## Palmarès
| Anno | Manifestazione          | Sede              | Evento         | Risultato | Prestazione | Note |
| ---- | ----------------------- | ----------------- | -------------- | --------- | ----------- | ---- |
| 1924 | Campionati sudamericani | Buenos Aires      | Salto in lungo | Argento   | 6,63 m      |      |
| 1924 | Campionati sudamericani | Buenos Aires      | Salto triplo   | Oro       | 14,64 m     |      |
| 1924 | Giochi olimpici         | Parigi            | Salto triplo   | Argento   | 15,42 m     |      |
| 1926 | Campionati sudamericani | Montevideo        | Salto triplo   | Oro       | 15,10 m     |      |
| 1927 | Campionati sudamericani | Santiago del Cile | Salto triplo   | Oro       | 14,64 m     |      |
| 1929 | Campionati sudamericani | Lima              | Salto triplo   | Oro       | 14,77 m     |      |
| 1931 | Campionati sudamericani | Buenos Aires      | Salto triplo   | Oro       | 14,23 m     |      |